# الدوري السويدي الدرجة الأولى 2011
الدوري السويدي الدرجة الأولى 2011 (بالسويدية: Division 1 i fotboll för herrar 2011)‏ هو موسم من الدوري السويدي الدرجة الأولى. فاز فيه Umeå FC ‏.